# 乔纳斯·纽鲍尔
乔纳斯·纽鲍尔（英語：Jonas Neubauer，1981年4月19日—2021年1月5日）是美国俄罗斯方块玩家，曾在經典俄羅斯方塊世界錦標賽七度奪得冠军，他在游戏職業生涯中积极推广这项电子竞技运动，在俄罗斯方块社群中享有盛誉。他在成为游戏主播前是加州托伦斯一间酒吧的经理。。

## 生平
乔纳斯·纽鲍尔6至7岁的时候就开始在叔叔的麦金塔电脑上玩俄罗斯方块，并从9岁开始玩NES版本。2006年11月，他提供了第一个已知的“maxout”（999,999分）游戏录像 ；2008年9月，他上传了从第19级开始并“maxout”的游戏录像。
乔纳斯参加了2010年首届经典俄罗斯方块世界锦标赛，并在决赛中击败哈里·洪（Harry Hong）赢得冠军。 他赢得了接下来三年的比赛，在2014年败给哈里·洪排名第二。2015年至2017年，纽鲍尔赢得了其间三次世界冠军，直到在2018年的决赛中被16岁的约瑟夫·塞勒（Joseph Saelee）击败。 
2018年1月，纽鲍尔在练习清除100行时，以1分57秒意外创下了最快获得30万分的世界纪录。
2018年6月，乔纳斯创造了1,245,200分的（当时）世界最高纪录。 

### 去世
2021年1月4日，纽鲍尔因突发疾病在夏威夷去世，享年39岁。
尸检显示其死因是未知原因的心脏节律不整造成的心脏停止。

## 轶事
西班牙电子竞技评论员Ibai在解说乔纳斯和约瑟夫的2018年經典俄羅斯方塊世界錦標賽决赛时，戏谑地宣称乔纳斯是一个生活在西班牙阿尔瓦塞特的60岁男子，而约瑟夫是一个来自卢森堡的16岁堡垒之夜玩家，诸多西语媒体信以为真。乔纳斯因此受邀前往阿尔瓦塞特，由市长亲授“城市之刀”并成为该城大使。2020年乔纳斯以假名西班牙人“BunBun”回归线上举办的经典俄罗斯方块世界锦标赛。